# 屈利
屈利（法語：Cully）是法国卡尔瓦多斯省的一个市镇，属于卡昂区（Caen）克勒利县（Creully）。该市镇总面积6.55平方公里，2009年时的人口为212人。

## 人口
屈利人口变化图示
| 数据来源：INSEE |